# دانا كاري
دانا كاري (بالإنجليزية: Dana Carey)‏ هو لاعب كرة قدم أمريكية أمريكي، ولد في 3 فبراير 1903 في كاليفورنيا في الولايات المتحدة، وتوفي في 22 مارس 1976 في مقاطعة نابا في الولايات المتحدة.